# Sciopsyche cinerea
Sciopsyche cinerea là một loài bướm đêm thuộc phân họ Arctiinae, họ Erebidae.